# Pano-Sprachen

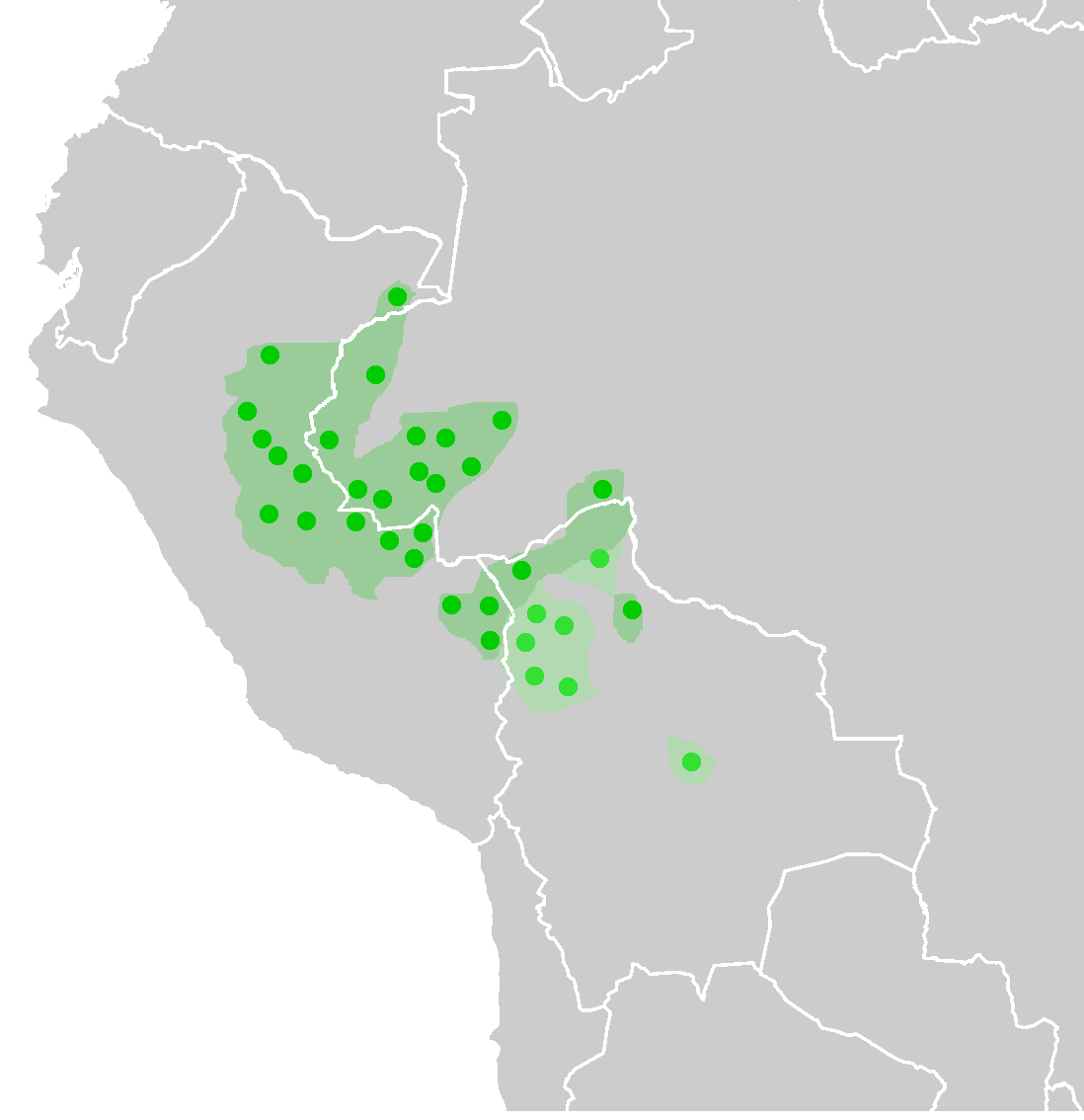
Dokumentierte Sprachgebiete und wahrscheinliche frühere Gebiete. dunkelgrün:Pano hellgrün:Takana

Pano bzw. Paño (engl. Panoan) ist eine Sprachfamilie, die in zwei getrennten Gebieten diesseits und jenseits der brasilianisch-peruanischen Grenze verbreitet ist. Sie umfasst je nach Klassifikation etwa 30 Einzelsprachen mit insgesamt 47.000 Sprechern (zur weiteren Klassifikation siehe Indigene amerikanische Sprachen); etwa 18 davon sind ausgestorben.
Pano-Sprachen sprechen unter anderem die Kaxinawá (Cashinahua), die Shipibo-Conibo (größte Gruppe mit ca. 30.000 Sprechern) und die Yaminawá, zu den kleineren Sprechergruppen gehören die Kaxarari, Kashibo (Caxibo, Cashibo-Cacataibo) und Marubo. Kleinere Gruppen von einigen Hundert Menschen im bolivianischen Amazonas-Gebiet sprechen ebenfalls Pano-Sprachen, so z. B. Chácobo, das von etwa 600 bis 1200 Menschen um Alto Ivon gesprochen wird.
Die Pano sprechenden Gruppen wurden zur Zeit des Kautschukbooms verstreut und umgesiedelt, so dass sie selbst nur noch wenig über ihre Herkunft und Identität wissen. Verschiedene Eigenbezeichnungen ihrer Sprachen finden sich auch bei den nicht näher verwandten Nachbarvölkern und führen oft zu Verwechselungen.
Ergänzt um die Tacana-Sprachen ergibt sich die übergeordnete Sprachfamilie der Pano-Tacana-Sprachen. Durch Kontakte gibt es auch Beziehungen zum Quechua.

## Morphologie
Charakteristisch für die agglutinierenden Pano-Sprachen ist die in dieser Form einzigartige Verwendung von etwa 30 verschiedenen einsilbigen körperteilbezogenen Präfixen für „Mund“ bis „Fingernagel“, die den Nominal-, Verb- oder Adjektivstämmen vorangestellt werden und diese näher bestimmen, aber analog auch auf die Tier- und Pflanzenwelt, Artefakte oder Landschaften angewendet werden können. So bedeutet më-kiad-o-bi (Hand-lernen-VERGANGENHEIT-1.PERS.SINGULAR): „Ich lernte (etwas) mit der Hand“ (zu tun, z. B. Weben). In der Struktur der Sprache sind Parallelen zur Mythologie z. B. der Marubozu erkennen, die die Erschaffung neuer Wesen durch Kombination von Körperteilen der Verstorbenen erklärt.
Insgesamt ist die Morphologie der Pano-Sprachen jedoch durch die vorwiegende Verwendung von Suffixen geprägt. Einmalig ist die Verkettung von bis zu etwa 10 Suffixen zur Bestimmung zeitlicher oder logischer Relationen, von Modalitäten und Aspekten und zum Verweis auf Subjekt, Objekte usw.
Charakteristische für alle Pano-Sprachen ist die Verwendung von Markern für Associated Motion. Dabei werden Verbstämme, die sich nicht unmittelbar auf eine räumliche Bewegung beziehen wie z. B. „sehen“ oder „schreien“, durch Morpheme ergänzt, die den Verbstamm mit einer vorhergehenden, gleichzeitigen oder folgenden Bewegung verbinden. Dabei ist die Bewegung nicht das Ziel der Handlung bzw. sie muss es nicht sein, sondern sie ist eher ein Begleitaspekt einer Haupthandlung, wie es für umherschweifende Jäger und Sammler typisch ist. Auch ermöglicht die grammatische Konstruktion die Unterscheidung zwischen absichtsvollen und zufälligen sowie zwischen abgeschlossenen und fortdauernden Bewegungen. Ein Morphem kann beispielsweise anzeigen, dass eine Bewegung in entgegengesetzter Richtung erfolgt wie die Haupthandlung oder – wie im folgenden Fall – nach Ende des Hauptereignisses fortdauert:
tsaya=bayá=kɨ (tsaya=„sehen“, bayá=„tun und gehen/kommen-SUBSEQUENT“, kɨ=DEKLARATIV-VERGANGENHEIT) kann in Chácobo etwa Folgendes bedeuten: „Er/sie sah (besuchte) ihn/sie und ging dann fort“, oder: „Er/sie schaute ihn/sie an und ging dann fort“, oder: „Er/sie sah ihn/sie unterwegs“, oder: „Während er/sie ging, schaute er/sie ihn/sie an“. Das Chácobo kennt 7 oder 8 solcher Marker wie bayá für unterschiedliche Formen von Associated Motion.
Ein weiteres Beispiel: honi kiá ara=kana=tɨkɨ(n)=ní=kɨ („Der_Mann RETROSPEKTIV  schreien=laufend(ITERATIV-SINGULAR)=wieder=FERNE VERGANGENHEIT=DEKLARATIV-VERGANGENHEIT“) bedeutet etwa: „Der Mann – so wird gesagt – lief schreiend wieder weg (vor langer Zeit).“